# Koča v Krnici
Koča v Krnici (1113 m) je planinska koča, ki stoji na koncu gorske doline, ki se nadaljuje v obsežno kotanjo Krnico pod Kriško steno in je obkrožena z ostenji Dovškega Gamsovca, Škrlatice, Razorja in Prisojnika in druge. Leži na nadmorski višini 1113 m. Leži v zavetju pred plazovi. Je izhodišče za zelo zahtevne ture v visokogorje, pa tudi za turno smučanje.

## Zgodovina
Kočo je zgradila podružnica SPD iz Kranjske Gore leta 1933, sklep o pričetku gradnje pa sprejela na 7. občnem zboru 13. marca 1932. Po drugi svetovni vojni je bila večkrat obnovljena, temeljito pa posodobljena leta 1987.

## Zanimivosti
S kočo upravljajo najemniki PD Kranjska Gora. Odprta je celo leto in sicer od meseca maja do meseca oktobra vsak dan, od oktobra do maja pa je koča odprta sobote, nedelje in praznike.
V gostinskem delu ima cca.30 sedežev, ima 2 dvoposteljni sobi, na skupnih ležiščih pa jih lahko prenoči 11.V koči je tudi stranišče in umivalnica. Koča ima tekočo vodo, za elektriko pa uporablja agregat in sončne celice. Je priljubljen cilj turistom in pohodnikom iz Kranjske Gore, zadnje čase pa tudi kolesarjem.

## Dostopi
- ¾ h: z Vršiške ceste od Mihovega doma na Vršiču (1085 m), preko planine V Klinu.
- 1½ h: od mostu čez Pišnico pod hotelom Erika (Kranjska Gora) po cesti ob bregu reke Pišnice, preko planine V Klinu.
- 1/2 h:od Ruskega križa pred tretjo tablo oznake nadmorske višine.

## Prehodi
- 2½ h: do Bivaka I. v Veliki Dnini (2180 m);
- 4-5 h: do Pogačnikovega doma na Kriških podih (2050 m), čez Kriško steno in mimo zgornjega Kriškega jezera;
- 5-6 h: do Bivaka IV. Na Rušju, v nadaljevanju do Aljaževega doma v Vratih.

## Vzponi na vrhove
- 4 h: Križ (2410 m);
- 6-7 h: Škrlatica (2740 m), čez Kriško steno;
- 4-5 h: Špik (2472 m), čez Lipnico (2418 m);